# Andrea Lekić
Andrea Lekić (Belgrado, 6 de setembro de 1987) é uma handebolista profissional sérvia.
Foi eleita a melhor do mundo pela IHF em 2013.